# Hedwig Eleonora von Schleswig-Holstein-Gottorf

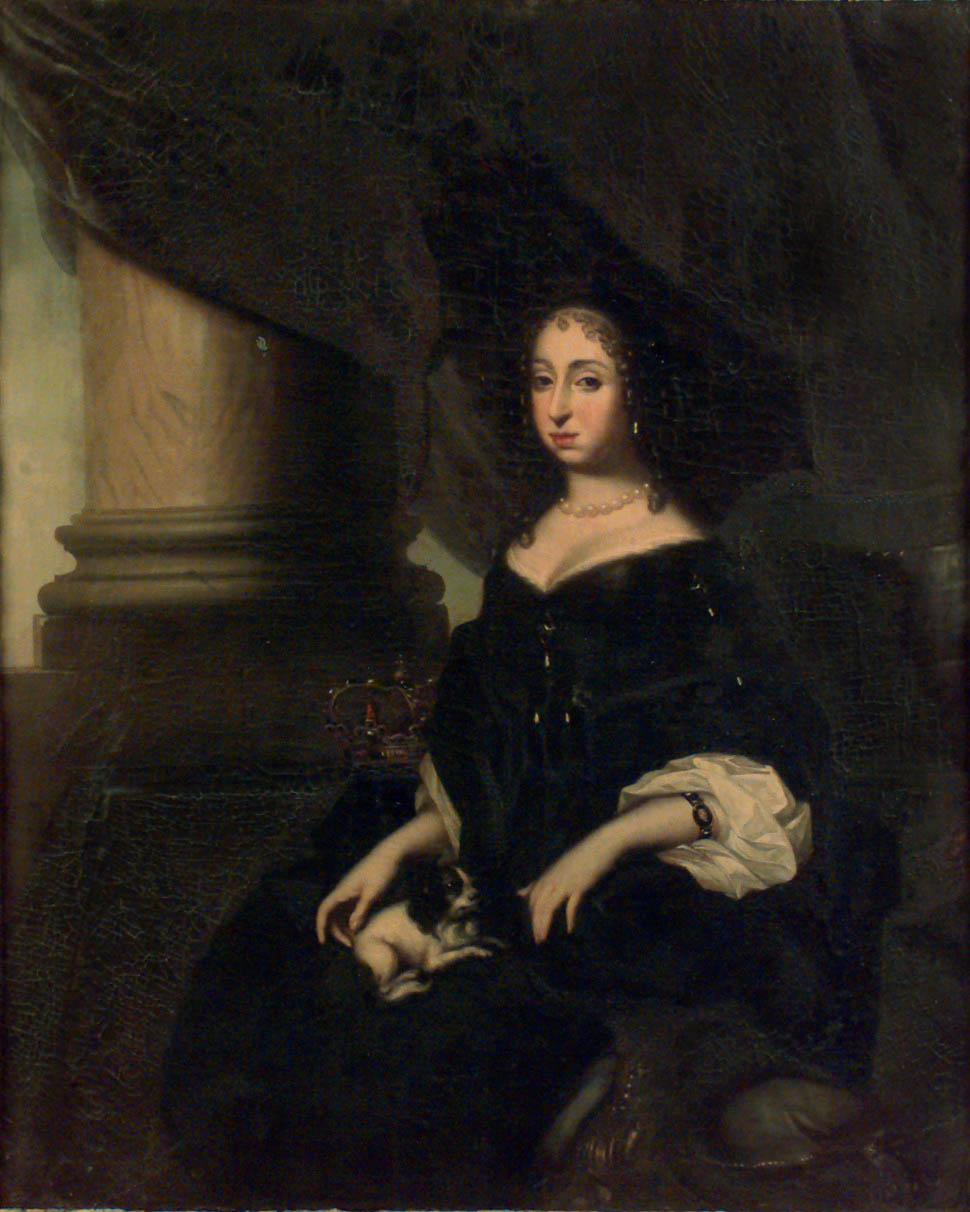
Hedwig Eleonora von Schleswig-Holstein-Gottorf

Hedwig Eleonora von Schleswig-Holstein-Gottorf (* 23. Oktober 1636 auf Schloss Gottorf; † 24. November 1715 in Stockholm) war von 1654 bis 1660 schwedische Königin.

## Herkunft
Hedwig Eleonora von Schleswig-Holstein-Gottorf wurde als Tochter Herzog Friedrichs III. von Schleswig-Holstein-Gottorf (1597–1659) und dessen Frau Maria Elisabeth von Sachsen (1610–1684) geboren.

## Königin
Am 24. Oktober 1654 heiratete Hedwig Eleonora den schwedischen König Karl X. Gustav (1622–1660). Die Hochzeit fand im Stockholmer Schloss statt. Eigentlich hätte Karl seine Cousine, Königin Christina, heiraten sollen. Diese lehnte jedoch eine Heirat prinzipiell ab und blieb zeitlebens ledig. Nach ihrer Abdankung wurde Karl am 6. Juni 1654 schwedischer König.
Die Heirat zwischen Karl X. Gustav und Hedwig Eleonora war rein politisch inspiriert. Mit der Verbindung taten sich die beiden Hauptfeinde Dänemarks zusammen. Sie sollte daher große politische Konsequenzen für die Auseinandersetzungen in Nordeuropa haben.
1655 gebar Hedwig Eleonora das einzige Kind der Ehe, den späteren König Karl XI. (1655–1697), der 1660 den schwedischen Thron bestieg.

## Witwe
Nach dem Tod ihres Gatten blieb Hedwig Eleonora noch 55 Jahre lang verwitwete Königin. Sie blieb bis zu ihrem Tod sichtbar in der schwedischen Politik und Gesellschaft. Hedwig Eleonora gehörte unter anderem den Vormundschaftsregierungen für ihren Sohn und ihren Enkel, König Karl XII. (1682–1718), an.

## Charakter
Hedwig Eleonora wird als feinsinnige Königin beschrieben. Sie war stark den Künsten zugeneigt, insbesondere Malerei und Architektur. Unter ihrer Leitung wurde unter anderem Schloss Drottningholm, der heutige Wohnsitz der schwedischen Könige, errichtet.
An Politik war sie weniger interessiert und spielte in den Vormundschaftsregierungen keine entscheidende Rolle. Dennoch hatte sie ein geselliges Wesen und einen starken, manchmal cholerischen Willen. Während der langen, kriegsbedingten Abwesenheiten ihres Mannes (und später ihres Enkels) vom Hofe übernahm sie die meisten zeremoniellen Pflichten. Sie betonte bis zu ihrem Tod ihre Rolle als Gastgeberin und First Lady Schwedens.
Hedwig Eleonora stellte auch ganz bewusst ihre dänische Schwiegertochter, Königin Ulrike (1656–1693), in den Schatten. Ihr Sohn Karl XI. blieb seiner Mutter zeitlebens verbunden und ist wohl stark von ihr geprägt worden. Vor allem die anti-dänische Politik Karls XI. wird zu einem Teil Hedwig Eleonoras Einfluss zugeschrieben.

## Wirkungsgeschichte
Nach ihr wurden zu Lebzeiten und posthum mehrere Kirchen benannt, siehe Hedwig-Eleonora-Kirche.